# 艾奇遜、托皮卡和聖塔菲鐵路
艾奇遜、托皮卡和聖塔菲鐵路（Atchison, Topeka and Santa Fe Railway，系統代碼ATSF），簡稱“聖塔菲鐵路”或AT&SF，是美國歷史上曾經存在的一家大型一級鐵路公司，1859年特許成立。雖然該鐵道以“聖塔菲”命名，但其主線由於地形緣故並未真正通過新墨西哥州聖塔菲市，而是通過由拉米分出的一條支線進入聖塔菲。1873年，線路延伸至堪薩斯州和科羅拉多州的州界，此後，繼續向西拓展，1876年延伸至科羅拉多州普韋布洛。聖塔菲鐵路在西部地區設立了地產業務，出售根據宅地法規定的農業用地，並且通過這些新建農場拉動鐵路運輸需求。
在聖塔菲鐵路的140餘年歷史中，以善於革新而聞名業界。其首創了多模式貨運聯運業務，將鐵路運輸和拖船（聖塔菲鐵路拖船）和空運（短命的聖塔菲航空）結合起來。在客運方面，亦開設巴士線路作為鐵路的補充，並在舊金山灣區經營渡船業務，和太平洋的郵輪運輸相接駁。1996年12月31日，聖塔菲鐵路停止作為獨立的鐵路公司，整體和伯靈頓北方鐵路合併成BNSF鐵路。

## 歷史
艾奇遜，托皮卡和聖塔菲鐵路特許成立於1859年2月11日，目的是建設聯結堪薩斯州艾奇遜，托皮卡和新墨西哥州聖塔菲的鐵路系統。鐵路的建設曾給堪薩斯州的開發帶來重大貢獻。其早期利潤多來自於堪薩斯地區的小麥產品的運輸以及從德克薩斯州向威奇托和道奇市運牛業務。

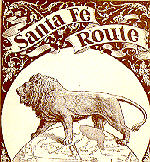
十九世紀晚期聖塔菲鐵路的商標，上有英國獅的形象，以象徵該鐵道受財政補助用於加利福尼亞州鐵路建設

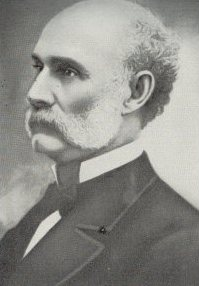
聖塔菲鐵路首任總裁Cyrus K. Holliday

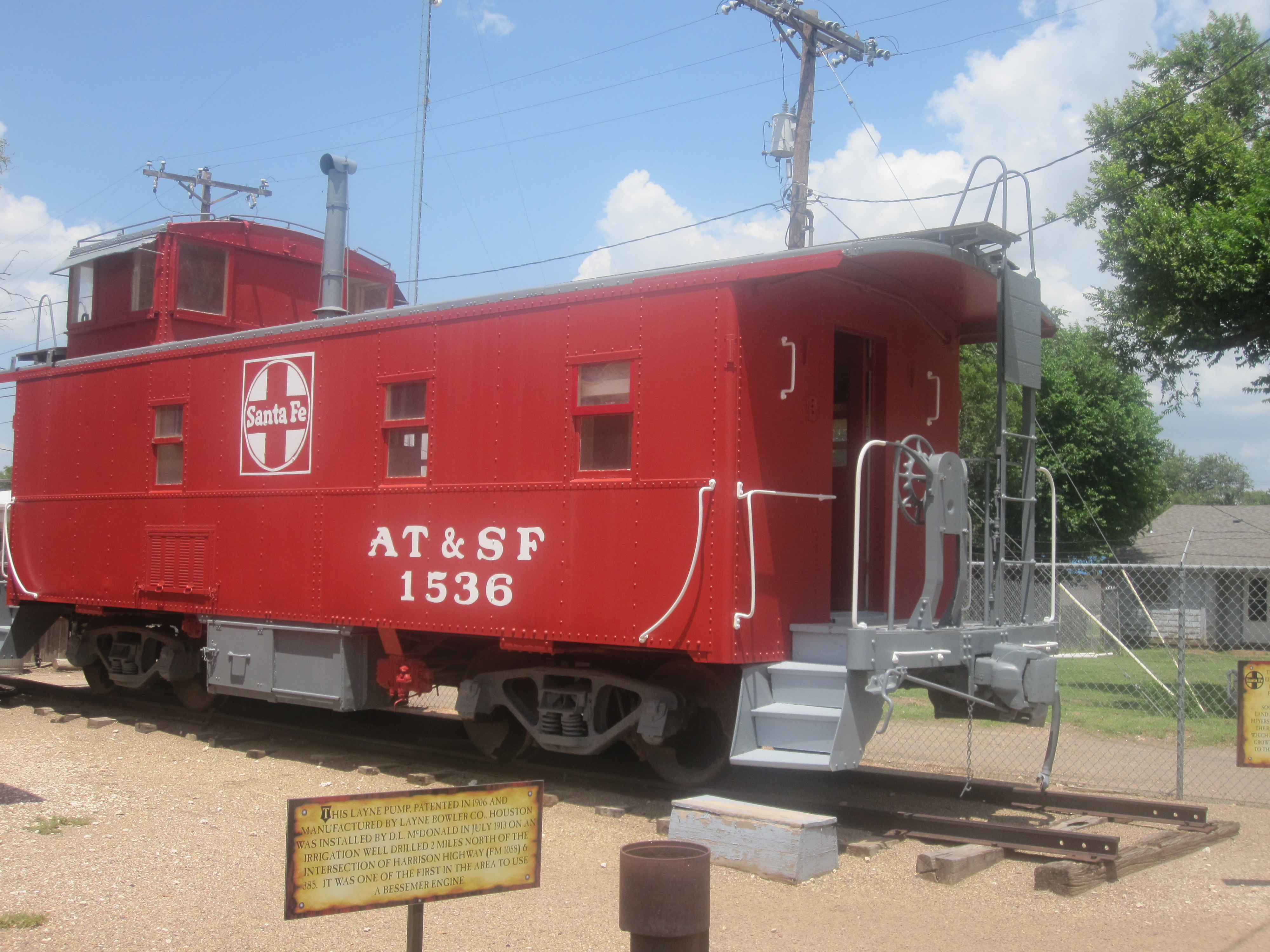
一節聖塔菲鐵路的守車在德克薩斯州赫里福德戴夫史密斯縣歷史博物館展出

聖塔菲鐵路並未向南直行至道奇市，而是向西南方向經瑞通關進入新墨西哥州，以開拓科羅拉多州特立尼達和新墨西哥州瑞通的煤運市場。當時丹佛和格蘭德河鐵路亦有意通過瑞通關，兩家鐵道公司展開了針鋒相對的競爭。1878年一天清晨，聖塔菲鐵路的建築工人利用丹佛和格蘭德河鐵路工人吃早飯的機會，利用鐵鏟和鶴嘴鋤加緊施工，終於提前抵達瑞通關。當兩家鐵路公司修築至科羅拉多州經典城旁的“皇家山谷”（又名“阿肯色大峽谷”）時，終於爆發了肢體衝突。後來被稱作皇家山谷鐵路戰爭。聯邦法院最後介入衝突，並且與1880年2月2日宣布庭外和解。皇家山谷鐵路線由丹佛和格蘭德河鐵路繼續修築至完成，並向聖塔菲鐵路支付140萬美元以補償聖塔菲鐵路已經修築的路段和設施。此外，線路完成後，丹佛和格蘭德河鐵路將這段線路租賃給聖塔菲鐵路。雙方還達成協議，丹佛和格蘭德河鐵路將不經過聖塔菲市，而聖塔菲鐵路亦不經過科羅拉多的丹佛市和萊德維爾市。該協議又稱“波士頓協定”。

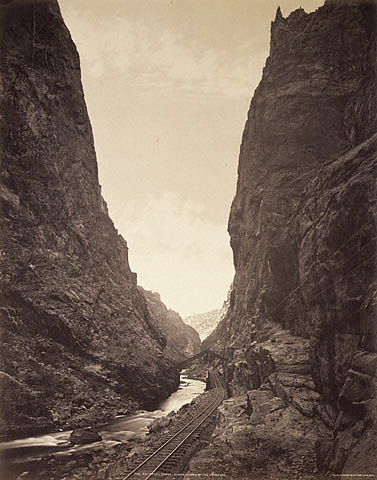
1881年時丹佛和格蘭德河鐵路皇家山谷線路

在堪薩斯州和東科羅拉多州修築鐵路沒有任何技術上的難題，在自然上這片地區為一馬平川，鮮有障礙（相對西部山區而言）。但是鐵路公司發現這些地方人口稀少分散，鐵路難以贏利。因此在宅地法實施後，聖塔菲鐵路與1863年成立地產部門，以銷售根據宅地法獲得的土地。對於有意向購買土地，並親自從東部前往西部勘察土地的旅客，給予一定的折扣車票。並且在土地價格上也有較大的優惠。該舉措促進了鐵路沿線的定居點人口數量增長，並為開發西部土地做出了貢獻。
1880年，聖塔菲鐵路抵達新墨西哥州最大的城市阿布奎基，但其預定重點聖塔菲市由於地形限制，主線不經過，而是通過支線和主線在拉米接軌。1881年，線路繼續延伸至德明和南太平洋鐵路的線路接軌，隨後鐵路向南，經由本森和诺加利斯至美墨邊界，並在此和墨西哥的索諾拉鐵路接軌。此外，聖塔菲鐵路還繼續修築了直到墨西哥瓜伊馬斯港的線路。

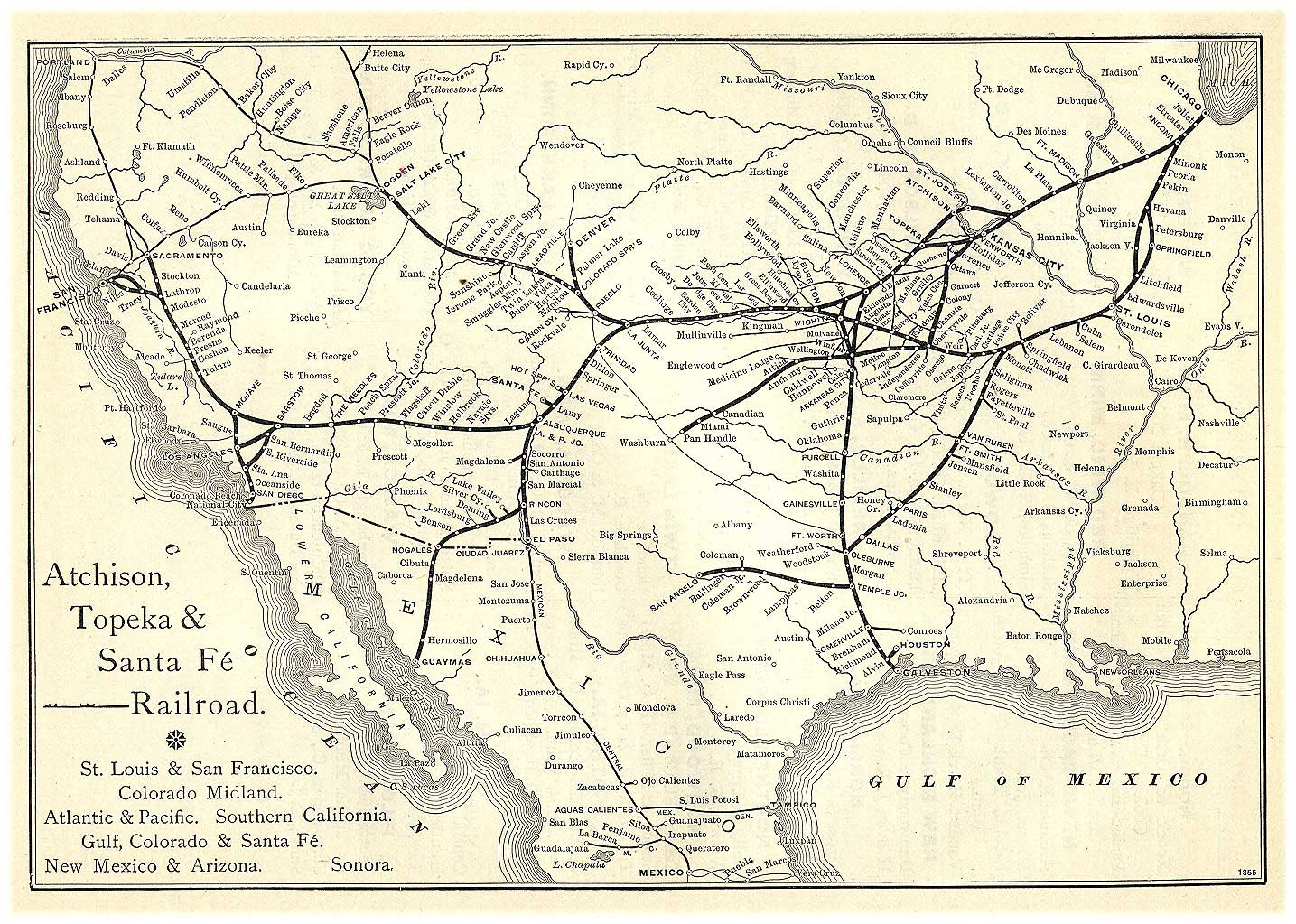
1891年時聖塔菲鐵路及所屬支線的線路圖，該圖刊登於《穀物經銷商和貨運商地名錄》

1866年，“大西洋和太平洋鐵路 (A&P)”成立，開始從密蘇裡州的春田市沿北緯35度線（和德克薩斯州阿馬里洛，新墨西哥州阿布奎基大致平行）向西修築鐵路，打算在科羅拉多河和南太平洋鐵路接軌。A&P剛開始修建時，游離於國家鐵路網之外。隨後該線被“聖路易斯-舊金山鐵路”所收購，但直至4年後，才在春田市接入了路網。由於各種原因，1883年起南太平洋方才開始修建從加利福尼亞州莫哈韋至科羅拉多河的線路。1868年，A&P開始向西南（未來的俄克拉何馬州）修建鐵路，不久以後，A&P進入破產程序。
1879年，A&P和聖塔菲鐵路及聖路易斯-舊金山鐵路共同達成協議，由其為兩方各自修築線路。兩者將共同擁有並管理阿布奎基以西的鐵路線。1883年，A&P線路向西擴展至加利福尼亞州尼德爾斯，並在此和南太平洋鐵路接軌。A&P也修建了從俄克拉何馬州塔爾薩至聖路易斯的鐵路線（由聖路易斯-舊金山鐵路所有）但塔爾薩和阿布奎基仍然沒有鐵路連接。
多年以來，聖塔菲鐵路一直租用南太平洋尼德爾斯至莫哈韋的線路用於運行加利福尼亞的列車，其想擁有自己獨立的線路拓展加利福尼亞市場。同時，加州政府也希望打破南加州地區的鐵路壟斷的格局。1897年，聖塔菲將新墨西哥州區間和南太平洋鐵路交換，從而擁有了尼德爾斯至莫哈韋的線路的產權。至此，聖塔菲鐵路為第一家從芝加哥直達太平洋沿岸的鐵路公司。此紀錄直至1909年才被從芝加哥至普吉特海灣的密爾沃基鐵路所打破。
接著，聖塔菲鐵路在A&P的基礎上進行擴張，從巴斯托修築至聖迭戈（1885年）和洛杉磯（1887年）。1886年控制了“海灣，科羅拉多和聖塔菲鐵路”（加爾維斯敦至沃思堡）。1887年修築了威奇托至沃思堡的線路。1888年修築了堪薩斯城至芝加哥，阿馬里洛至奇奧瓦（堪薩斯州），科羅拉多州普韋布洛至丹佛（和“丹佛，格蘭德河和西部鐵路”平行）的線路。1890年，收購了“聖路易斯-舊金山鐵路”和“科羅拉多中土鐵路”。

## 客運服務
在20世紀前半葉的美國，聖塔菲鐵路是最著名的鐵路客運上之一，在客運服務上有許多創新之舉。1891年時，聖塔菲鐵路為首個採用餐車的鐵路公司，隨後被北太平洋鐵路和聯合太平洋鐵路所效仿，並延續至今成為各國鐵路的慣例。聖塔菲鐵路餐車食品精美，在當時名聲顯赫。此外，聖塔菲鐵路是首個採用玻璃頂式觀景車廂的鐵路公司，1951年就在旗下從芝加哥開往洛杉磯的“超級酋長號”上編入“娛樂觀景車廂”，隨後於1954年在“埃爾卡皮坦號”上使用雙層車廂和大型觀景餐車等設備。此外，聖塔菲鐵路亦和當時著名的“哈維酒店”合作，在沿線主要車站開設鐵路酒店，為旅行者提供餐飲，雅座，住宿服務。
聖塔菲鐵路的列車通常用一個名字來命名一對列車，但也有例外：“芝加哥人號”和“堪薩斯城人號”指同一對列車（“芝加哥人號”由西向東，“堪薩斯人號”由東向西），“東方快車”和“西德克薩斯快車”亦指代同一對列車。鐵路系統在芝加哥的總站為迪爾伯恩車站，在洛杉磯市的總站原為拉格蘭德車站。1939年5月洛杉磯聯合車站建成後，以該站作為總站。
為服務沿途一系列小型居民點，聖塔菲鐵路亦購進了不少單節自備動力的巴德柴油鐵路客車用於接駁主要車站和居民點。此外，聖塔菲鐵路還擁有自己的巴士系統作為鐵路客運的補充。這些小型通勤火車通常沒有命名，僅通過車次加以區分。